# Скуиллаче (дворянский титул)

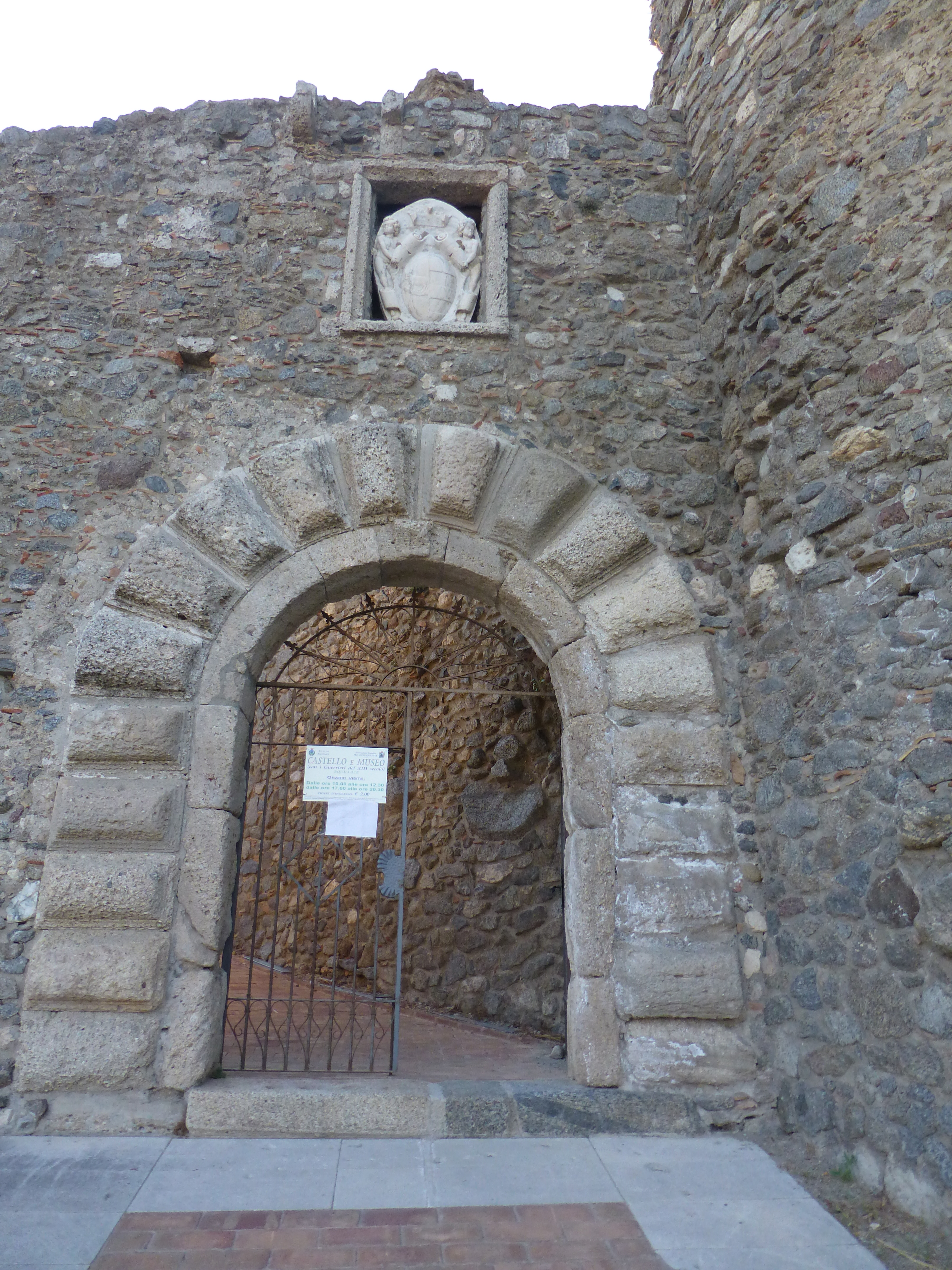
Ворота нормандского замка в Скуиллаче

Князь (принц) де Скуиллаче — итальянский дворянский титул, созданный в 1494 году королем Неаполя Альфонсо II из династии Трастамара для Джоффре Борджиа по случаю его свадьбы с дочерью короля Санчией д’Арагон. Он также был назначен графом Кариати. Его второй женой была Мария де Мила-и-Арагон, с которой у него были дети. Мужская линия вымерла после смерти четвертого носителя титула, Пьетро Борджиа д’Арагона, последнего наследника мужского пола, носившего этот титул.
Название титула происходит от названия итало-нормандского замка Скуиллаче в Калабрии. В нормандский (1130—1194) и швабский (1194—1266) периоды Сицилийского королевства он был резиденцией графства. После войн 1266 и 1282 годов графство Скуиллаче продолжало передаваться анжуйскими королями Неаполя, в то время как титул продолжал использоваться арагонскими королями Сицилии.

## Графы Скуиллаче

### Дом Монфор-л’Амори
- Филипп де Монфор († 1270), сеньор де Кастр, с 1268 года граф де Скуиллаче
- Жан де Монфор († 1300), его сын, сеньор де Кастр, граф де Суиллаче.

### Дом Марцано
- Томмазо Марцано, с 1313 года — 1-й граф ди Скуиллаче, великий адмирал Неаполитанского королевства; 1-я жена — Джованна ди Капуа, дочь Бартоломео ди Капуа, протонотариуса Неаполитанского королевства; 2-я жена — Симона Орсини, дочь Романелло Орсини, графа ди Нола, великого судьи Неаполитанского королевства, и Анастасии де Монфор, наследственной графини Нола
- Гоффредо Марцано († после 1343), его сын от первого брака, 2-й граф ди Скуиллаче, сеньор ди Майда 1330 года, великий адмирал Неаполитанского королевства. Жена — Джованна Руффо, вдова Томмазо Стендардо, дочь Джованни Руффо, графа ди Катандзаро и сеньора ди Поликастро и Франчески ди Личинардо
- Роберто Марцано, его сын, 3-й граф ди Скуиллаче и др. Великий адмирал Неаполитанского королевства.
- Джакомо Марцано, его сын, 1-й герцог ди Сесса, 4-й граф ди Скуиллаче; жена — Катерина Сансеверино, дочь Руджеро Сансеверино, 1-го графа Милето и Терранова
- Джованни Антонио Марцано († 1453), его сын, 2-й герцог ди Сесса, 5-й граф ди Скуиллаче, граф ди Монтальто и Корильяно с 1445 года и др.; 1-я жена — Ковелла Руффо, графиня ди Монтальто, сеньора ди Россано и Палаццо Сан-Джервазио, дочь Карло Руффо, граф ди Монтальто и Корильяно, сеньор ди Паола, Фускальдо и Асеренца (Дом Руффо) и Чеккарелла Сансеверино; 2-я жена — Мария Франческа Орсини, дочь Джованни Орсини, графа ди Манупелло

## Герцоги Скуиллаче
- Джованни Франческо Мариано/Марино Марцано († 1494), их сын, 1-й принц ди Россано, 3-й герцог ди Сесса, 1-й герцог ди Скуиллаче, граф ди Каринола, синьор ди Палаццо Сан-Джервазио и др., великий адмирал Неаполитанского королевства, жена — Элеонора Арагонская, внебрачная дочь короля Альфонсо V Арагонского.
- Джованни Баттиста Марцано д’Арагона († 1508), 4-й герцог ди Сесса, 2-й герцог ди Скуиллаче и др.; жена — Констанца д’Авалос, принцесса ди Франкавилла, вдова Франческо дель Бальцо, принца ди Альтамура и Дука ди Андрия, дочь Иниго д’Авалоса д’Арагонского, 1-го графа Монтеодорисио, и Антонеллы д’Акино, маркизы ди Пескара, графини ди Лорето и Сатриано
- Сиджизмондо Марцано (+ 1508), назначенный наследником герцогства Скуиллаче своим двоюродным братом Джованни Баттистой, что не было принято королем Неаполя.

## Князья Скуиллаче
- Хофре Борджиа (1481/82-1517), 1-й князь ди Скуиллаче, граф де Кориато, 1-я жена — Санча, внебрачная дочь короля Неаполя Альфонсо II, 2-я жена — Мария де Милано д’Арагона
- Франческо Борджиа (? — ?), сын предыдущего, 2-й князь ди Скуиллаче, граф ди Оливито, 1-я жена -Изабелла Пикколомини, 2-я жена — Изабелла Милано д’Арагона
- Джанбаттиста Борджиа (? — ?), 3-й князь ди Сквиллаче, жена — Леонора Марулли
- Пьетро Борджиа д’Арагона († 1624), его сын, 4-й князь ди Скуиллаче, 1-я жена — Изабелла Пиньятелли, 2-я жена — Леонора Карафа, 3-я жена — Лукреция де Карденас-и-Карафа
- Анна Борджиа-и-Пиньятелли († 1644), 5-я княгиня ди Скуиллаче, графиня де Симари, жена — Франсиско де Борха-и-Арагон (1577—1658), 2-й граф де Майальде, принц ди Скуиллаче, граф ди Симари, вице-король Перу
- Мария Франциска де Борха (1590 — 21 июля 1649), 6-я княгиня ди Скуиллаче и др., ∞ муж — её дядя Фернандо де Борха-и-де-Арагон (1583—1665), граф де Майальде, принц ди Скуиллаче, граф ди Симари, вице-король Арагона (1621—1632) и Валенсии (1635—1640)
- Франциска де Борха и Арагон († 25 ноября 1693), их дочь, 7-я принцесса де Скуиллаче и др., 1-й муж — Мануэль де Арагон де Гурреа-и-де-Борха, граф де Луна, 2-й муж — Франсиско Идиакес, 3-й герцог де Сьюдад-Реаль (1620—1687)
- Франсиско де Паула Идиакес де Борха-и-Арагон Бутрон-и-Мугика (1658—1711), 8-й князь ди Скуиллаче, жена — Франсиска Ниньо де Гусман, 5-я графиня де Вильямброза
- Ана Мария Идиакес де Борха (1662 — 11 августа 1712), 9-я принцесса ди Скуиллаче, 1-й муж — Антонио Пиментель де Ибарра, 3-й маркиз де Тарасена, 2-й муж — Мануэль Пиментель де Суньига-и-Давила, Баррозу де Рибера, 6-й маркиз де Мирабель, 5-й маркиз де Мальпика
- Мария Антония Пиментель (29 августа 1686 — 8 августа 1728), 10-я княгиня де Скуиллаче, 6-я герцогиня Сьюдад-Реаль, муж — Луис Мельчор де Борха (1665—1718), принц де Скуиллаче, герцог де Сьюдад-Реаль.

После смерти Марии Антонии в 1728 году княжество Скуиллаче перешло к короне.